# Division 1 2001-2002 (calcio a 5)
La Division 1 2001-2002 è stata l'11ª edizione della massima serie del campionato belga di calcio a 5. Organizzata dalla URBSFA/KBVB, si è svolta tra il 7 settembre 2001 e il 3 maggio 2002. La competizione non prevedeva la disputa dei play-off ed è stata vinta per la terza volta dall'Action 21.

## Partecipanti
In seguito ai ricorsi presentati dall'Ougrée Neupré Union e dal Queens Park Watermael-Boitsfort sul trasferimento del giocatore Tchamekh nel corso della precedente stagione sportiva, il comitato esecutivo della URBSFA-KBVB, su suggerimento della commissione d'appello, ha riammesso in sovrannumero le due società, allargando l'organico della categoria a 16 squadre. Il Koersel ha rilevato il titolo sportivo del Brasschaat mentre lo ZVC Berchem ha assunto la denominazione "ZVC Promocon Edegem".

## Stagione regolare

### Classifica
|                   | Pos. | Squadra           | Pt | G  | V  | N | P  | GF  | GS  | DR   |
| ----------------- | ---- | ----------------- | -- | -- | -- | - | -- | --- | --- | ---- |
| Belgio (bandiera) | 1.   | Action 21         | 85 | 30 | 28 | 1 | 1  | 209 | 70  | +139 |
|                   | 2.   | TLR Anversa       | 79 | 30 | 26 | 1 | 3  | 239 | 127 | +112 |
|                   | 3.   | Kickers Charleroi | 69 | 30 | 23 | 0 | 7  | 211 | 108 | +103 |
|                   | 4.   | Ford Genk         | 61 | 30 | 19 | 4 | 7  | 156 | 137 | +19  |
|                   | 5.   | Koersel           | 52 | 30 | 16 | 4 | 10 | 165 | 119 | +46  |
|                   | 6.   | Park Houthalen    | 51 | 30 | 16 | 3 | 11 | 128 | 105 | +23  |
|                   | 7.   | Rekem             | 46 | 30 | 14 | 4 | 12 | 132 | 113 | +19  |
|                   | 8.   | Lommel            | 43 | 30 | 14 | 1 | 15 | 128 | 140 | -12  |
|                   | 9.   | Edegem            | 43 | 30 | 13 | 4 | 13 | 134 | 126 | +8   |
|                   | 10.  | Sint-Truiden      | 40 | 30 | 12 | 4 | 14 | 134 | 149 | -15  |
|                   | 11.  | ESB Bocholt       | 35 | 30 | 11 | 2 | 17 | 106 | 138 | -32  |
|                   | 12.  | Kermt-Hasselt     | 29 | 30 | 9  | 2 | 19 | 94  | 148 | -54  |
|                   | 13.  | ONU Seraing       | 22 | 30 | 6  | 4 | 20 | 102 | 194 | -92  |
|                   | 14.  | RP Ans            | 18 | 30 | 5  | 3 | 22 | 107 | 177 | -70  |
|                   | 15.  | Queens Park WB    | 16 | 30 | 4  | 4 | 22 | 100 | 180 | -80  |
|                   | 16.  | Excelsior Duffel  | 10 | 30 | 3  | 1 | 26 | 85  | 199 | -114 |

### Verdetti
- Action 21 campione del Belgio 2001-02 e qualificato alla Coppa UEFA.
- Excelsior Duffel, Queens Park WB, RP Ans e ONU Seraing retrocessi in Division 2 2002-03.
- Ford Genk e Sint-Truiden non iscritti in Division 1 2002-03: vengono assorbiti rispettivamente dal Park Houthalen e dal Kermt-Hasselt.